# نور (رواية)
نور هي رواية من تأليف الكاتب والمفكر المصري يوسف زيدان، صَدرت عن دار الشروق عام 2016، وتُعد الجزء الثالث والأخير من ثلاثية بدأت برواية محال ثم غوانتانامو. تعتمد الرواية أسلوب السرد الداخلي، وتتناول موضوعات اجتماعية وفلسفية ودينية من خلال صوت نسائي واحد.

## ملخص الرواية
تسرد الرواية حياة "نورا"، البطلة، وتقع أحداثها بين عام 1997 وعام 2010. تحكي الرواية عن علاقتها بمحمد، الشاب النوبي الذي أنجبت منه ابنتها قبل أن يُعتقل في غوانتانامو. بعد اختفائه، تضطر نورا إلى الزواج من رجل ليبي، ثم تقيم علاقة لاحقة مع مهندس يُدعى أشرف. تنشغل نورا بقضايا اجتماعية ومادية، وتسعى لنيل درجة الدكتوراه وتحقيق الاستقلال رغم العقبات.

## الموضوعات
تغوص الرواية في عمق التجربة الأنثوية، من خلال صوت داخلي نسوي يتأمل قضايا مثل الحرية، الدين، الحب، التقاليد، وأدوار المرأة في المجتمع. كما تتناول الرواية قضايا فلسفية تتعلق بأسماء الله، العدالة، والاختيار. تنتهي الرواية في مناخ من التوتر الديني والاجتماعي، في ظل صعود التيارات الدينية المحافظة.

## الأسلوب
تعتمد الرواية على أسلوب المونودراما، حيث تأتي الأحداث كاملة على لسان البطلة "نورا"، بأسلوب لغوي يجمع بين الفصحى والتعبير اليومي الدارج. تمتاز اللغة بعمق فكري وفلسفي، يعكس خلفية الكاتب.كما أضفى توظيف العامية في الحوار واقعية وحيوية على الشخصيات، مما عزز مصداقية الأحداث وجعل النص أقرب إلى بيئة القارئ وثقافته اليومية.

## استقبال نقدي
تباينت آراء النقاد حول الرواية، إذ اعتبرها البعض أقل جاذبية من سابقتيها، بينما رأى آخرون أنها تقدم معالجة جريئة لقضايا المرأة والتدين والتقاليد الاجتماعية في العالم العربي. نالت الرواية إعجاب بعض القراء لما تحمله من صراحة.